# Religionsprivileg
Aus dem Religionsprivileg des deutschen Vereinsgesetzes ergab sich bis zur ersatzlosen Streichung des § 2 Abs. 2 Nr. 3 VereinsG a. F. im Jahr 2001, dass Religionsgemeinschaften und Vereinigungen, die sich die gemeinschaftliche Pflege einer Weltanschauung zur Aufgabe machen, keine Vereine im Sinne des Vereinsgesetzes waren. Damit unterlagen Religionsgemeinschaften nicht den für Vereinen bestehenden Kontrollen und Einschränkungen. Insbesondere konnten sie nicht nach § 3 des Vereinsgesetzes verboten werden.

## Gründe der Streichung
Der Bundestag beschloss die Aufhebung des Religionsprivilegs im Rahmen des Antiterrorgesetzes am 9. November 2001, um nach den Terroranschlägen vom 11. September 2001 zur Bekämpfung radikaler, vor allem islamistischer Gemeinschaften die Möglichkeit des Vereinsverbotes zu eröffnen. Das Vereinsgesetz ließ bis dahin keine Verbotsmöglichkeiten gegen extremistische Religionsgemeinschaften zu, während gegen sonstige Vereine nach § 3 VereinsG eine Verbotsverfügung erlassen werden konnte. Die seit Schaffung des Vereinsgesetzes im Jahr 1964 gesammelten Erfahrungen zeigten jedoch, dass ein Bedürfnis besteht, gegen Vereinigungen, deren Zwecke oder Tätigkeit den Strafgesetzen zuwiderlaufen, sich gegen die verfassungsmäßige Ordnung oder den Gedanken der Völkerverständigung richten, auch dann ein Verbot aussprechen zu können, wenn es sich um Religionsgemeinschaften handelt.
Allerdings ist in einem solchen Fall zu beachten, dass die religiöse Vereinigungsfreiheit als Teil der Religionsfreiheit nur unter sehr engen Voraussetzungen eingeschränkt werden kann.